# Urocitellus beldingi
Urocitellus beldingi là một loài động vật có vú trong họ Sóc, bộ Gặm nhấm. Loài này được Merriam mô tả năm 1888.

## Hình ảnh

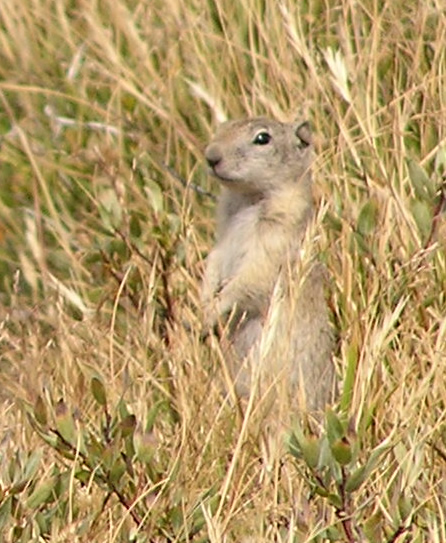
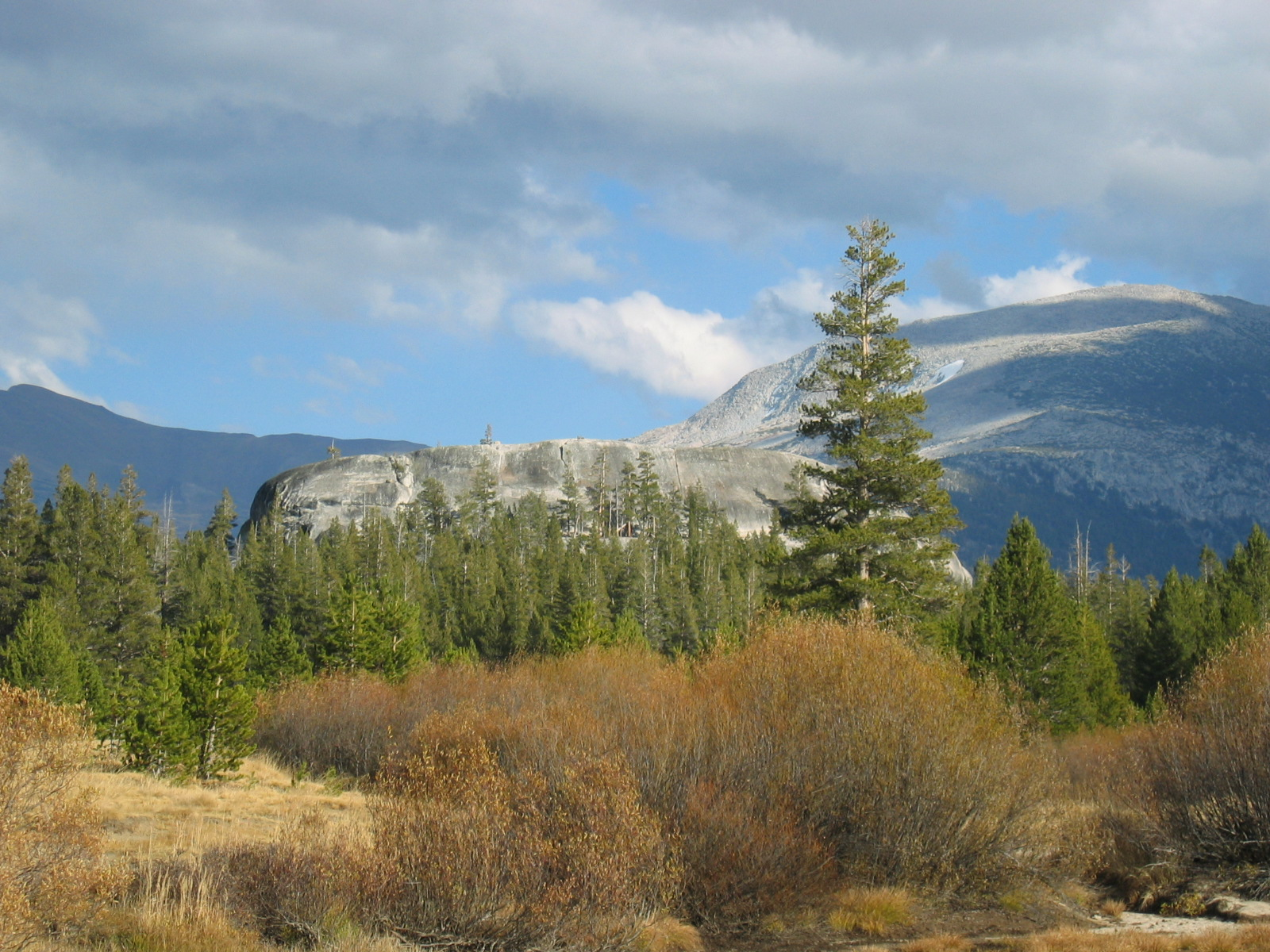
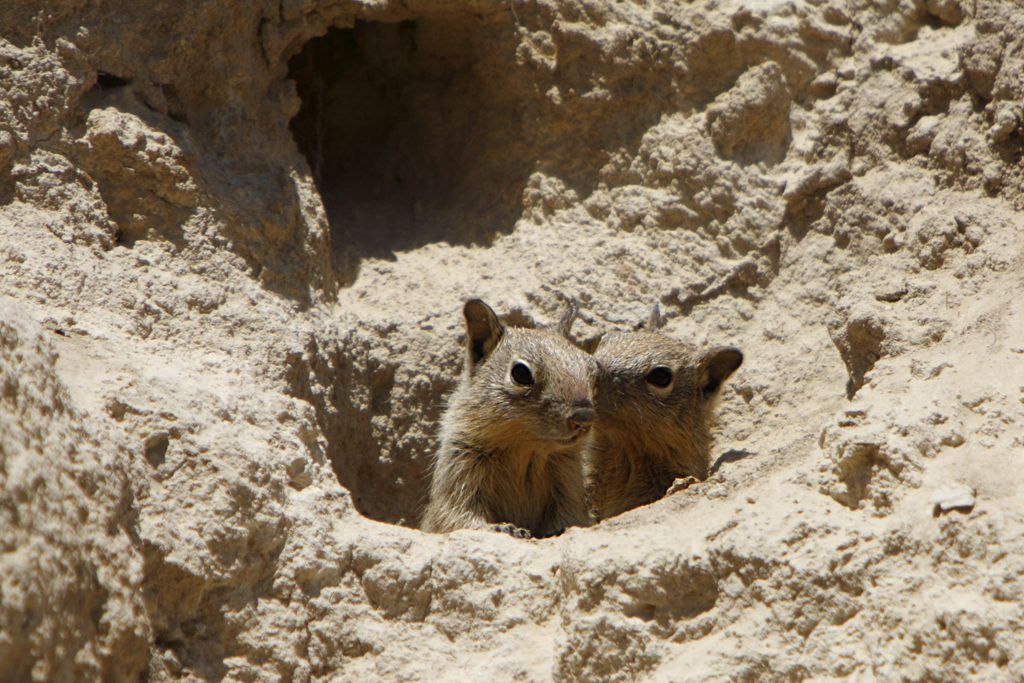
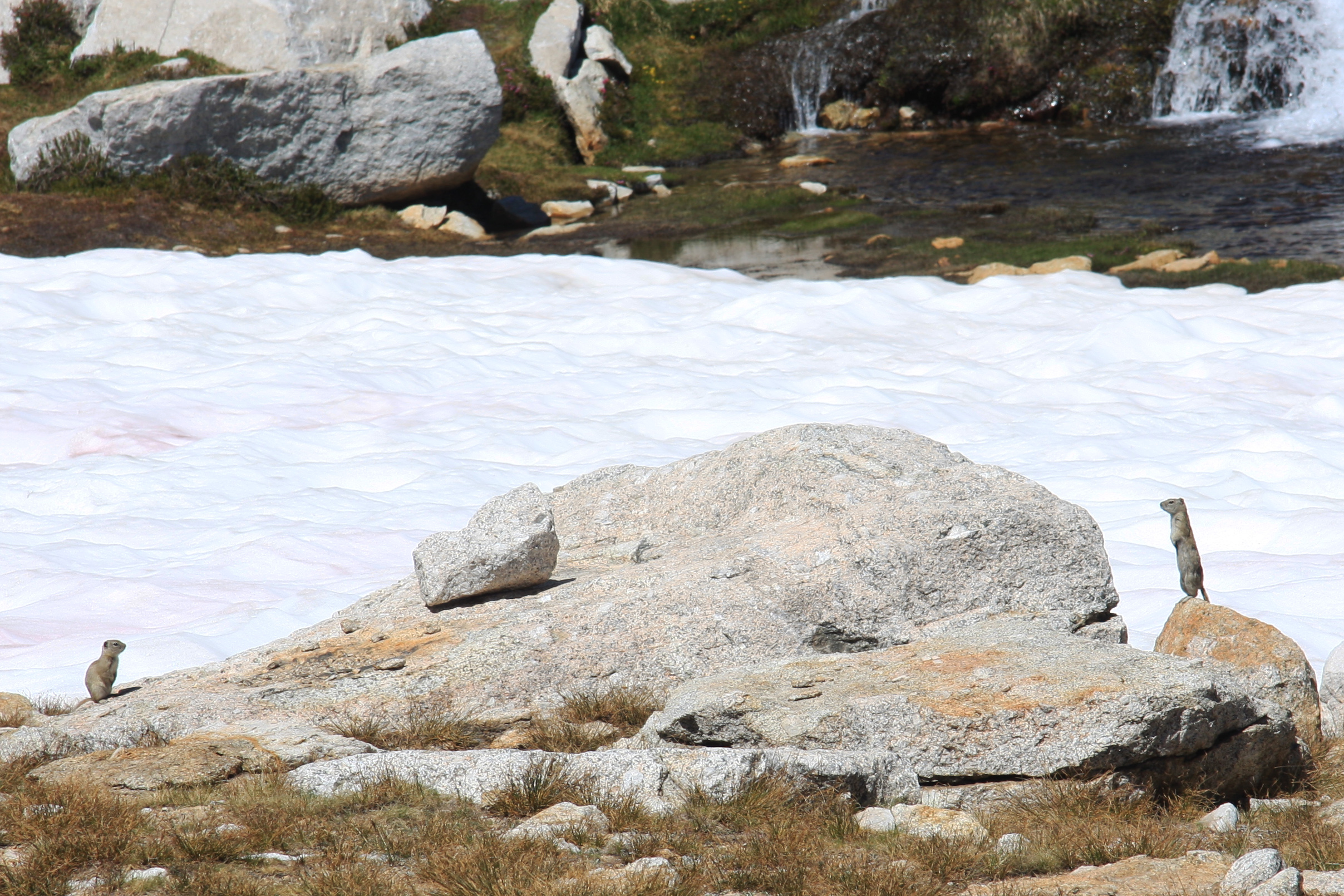